# Крістіан Тімм
Крістіан Тімм (нім. Christian Timm, нар. 27 лютого 1979, Гертен) — німецький футболіст, що грав на позиції нападника.
Виступав, зокрема, за «Боруссію» (Дортмунд) та «Карлсруе СК», а також молодіжну збірну Німеччини.

## Клубна кар'єра
Народився 27 лютого 1979 року в місті Гертен. Розпочав займатись футболом у невеличких клубах «Вестерхолт» та «Гертен-Лангенбохум», а 1992 року потрапив до академії «Боруссії» (Дортмунд).
Дебютував за головну команду 26 квітня 1997 року в матчі Бундесліги проти «Армінії» (0:2). У дебютному сезоні в чемпіонаті молодий нападник зіграв тричі, а його команда виграла Лігу чемпіонів та Міжконтинентальний кубок, однак у чемпіонаті зайняла лише третє місце. За наступні два сезони Тімм так і не став основним гравцем команди. Загалом він провів три роки в її першій команді, зігрів у Бундеслізі лише 15 разів, здебільшого граючи за резервну команду.

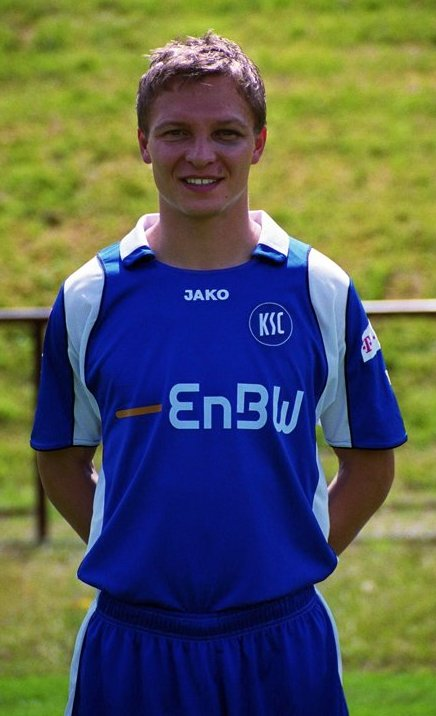
Крістіан Тімм на презентації після переходу в «Карлсруе СК». Липень 2007 року.

Влітку 1999 року Крістіан став гравцем клубу другого дивізіону «Кельн». Там 27 серпня 1999 року в матчі Другої Бундесліги проти «Штутгартер Кікерс» (4:1), Крістіан забив перший гол у своїй дорослій кар'єрі. Наприкінці сезону 1999/00 команда посіла перше місце вийшла до вищого дивізіону. Перший гол у Бундеслізі він забив 15 вересня 2000 року в матчі проти «Кайзерслаутерна» (1:3). У 2002 році, коли клуб вилетів назад до другого дивізіону, Тімм покинув команду. Загалом за «Кельн» він зіграв 68 ігор і забив 15 голів.
Влітку 2002 року він підписав контракт з «Кайзерслаутерном». Дебютував там 5 жовтня 2002 року в матчі Бундесліги проти «Енергі» (4:0), втім у новій команді був переважно запасним гравцем і за три сезони зіграв лише 26 матчів у чемпіонаті, забивши 3 голи.
У січні 2005 року Тімм на правах вільного агента перейшов у клуб другого дивізіону «Гройтер», де швидко став основним гравцем і за два з половиною роки гри за цей клуб він зіграв 81 матчі, в якому забив 21 гол. При цьому останній сезон 2006/07 був вкрай вдалим для Крістіана, який забив 12 голів у Другій Бундеслізі, чим знову зацікавив представників елітного дивізіону.
В результаті влітку 2007 року Тімм підписав контракт з клубом «Карлсруе СК». Протягом перших двох років він був основним гравцем команди, але у сезоні 2008/09 клуб вилетів з Бундесліги, а у Тімма збільшилась кількість травм, через які він став виходити на поле значно рідше. В підсумку у липні 2011 року клуб повідомив Тімму, що більше не зацікавлений у послугах гравця, але всі наступні спроби досягти взаємної згоди на дострокове розірвання контракту провалилися. Тімм скористався своїм правом брати участь у тренуваннях команди до завершення контракту 30 червня 2012 року, але він не отримав номер і не був заявлений на сезон 2011/12 років, граючи лише за резервну команду. По завершенні контракту влітку 2012 року закінчив кар'єру гравця і в подальшому став футбольним агентом.

## Виступи за збірні
1995 року дебютував у складі юнацької збірної Німеччини (U-17). З командою до 20 років поїхав на молодіжний чемпіонат світу 1999 року в Нігерії, де забив гол у матчі групового етапу з Коста-Рикою, але його команда поступилась 1:2 і сенсаційно не вийшла з групи. Загалом на юнацькому рівні взяв участь у 7 іграх, відзначившись одним забитим голом.
Протягом 1999—2001 років залучався до складу молодіжної збірної Німеччини. На молодіжному рівні зіграв у 10 офіційних матчах, забив 4 голи.

## Титули і досягнення
- Переможець Ліги чемпіонів УЄФА (1):

«Боруссія» (Дортмунд): 1996–1997
- Володар Міжконтинентального кубка (1):

«Боруссія» (Дортмунд): 1997